# Jera tricuspidata
Jera tricuspidata är en fjärilsart som beskrevs av Paul Mabille 1902. Jera tricuspidata ingår i släktet Jera och familjen tjockhuvuden. Inga underarter finns listade i Catalogue of Life.